# Empreintes (film)
Pour plus de détails, voir Fiche technique et Distribution.
Empreintes est un film d'animation sorti en 2004 de Jacques Drouin utilisant la technique de l'écran d'épingles d'Alexeïeff Parker.

## Synopsis
Drouin explore l'écran d'épingles en le faisant pivoter pour que le spectateur puisse explorer le relief formé par les épingles, mis en musique par François Couperin, Les Barricades mystérieuses.

## Fiche technique
- Titre original : Empreintes
- Titre anglais : Imprints
- Réalisation : Jacques Drouin
- Scénario : Jacques Drouin
- Musique : François Couperin
  - Interprétation : Luc Beauséjour
- Production : Jean-Jacques Leduc et Marc Bertrand
- Société de production : Office national du film du Canada
- Durée : 6 minutes
- Date de sortie : 2004